# 茨城県立東海高等学校
茨城県立東海高等学校（いばらきけんりつ とうかいこうとうがっこう）は、茨城県那珂郡東海村に所在する公立の高等学校。

## 設置学科
- 普通科